# Senpai TV
Senpai TV es un canal de televisión por suscripción chileno dedicado principalmente a la emisión de animación japonesa, además de contar con programación original.

## Fundadores
Cristian Concha P.
Fundador y accionista de SenpaiTv.
Gerente General de SenpaiTv.
Multivisual Chile, Socio co-fundador, Representación y distribución de contenido fílmico.  
Jefe Planificación de Programación de Chilevisión.
Encargado de Planificación de Televen Canal 10 de Venezuela.
Jaime Boetsch G.
Fundador y accionista de SenpaiTv.
Director Ejecutivo de SenpaiTv.
Director de Programación en TVN.
Director de contenidos de operadores digitales.
Productor ejecutivo de programas de Canal Mega.
Hernán Schmidt F.
Fundador y accionista de SenpaiTv.
Reconocido Director/Productor de Televisión.
Coproductor Internacional para plataformas VOD y Señales de Tv.
Productor ejecutivo del Canal del Senado de Chile.
Fundador de Etc Tv. Canal de Cable Infantil-Juvenil.

## Historia
Luego de que Disney decidió cerrar 5 canales del aire, para integrar su contenido a las plataformas de streaming, Disney+ y Star+, la compañía de televisión por cable, VTR, anunció la llegada de nuevas señales, como el canal Senpai TV. Se trata de una iniciativa de los socios principales que ya tenían más de 10 años vendiendo VOD de anime a VTR y que además contaban con una señal televisiva llamada Nexoplay que sus dos primeros años fue también socia de SenpaiTv.
El canal comenzó sus transmisiones el 1 de abril de 2022 a las 07:00, con el anime Slayers Revolution en idioma japonés y con subtítulos, un estreno inédito en televisión latinoamericana. Al día siguiente, el canal transmitió una maratón de la primera serie de Captain Tsubasa. Si bien gran parte de la programación del canal anteriormente fue parte de la grilla de ETC (como el caso de Sonic X, Doraemon, Inazuma Eleven, Shaman King o Fullmetal Alchemist), durante sus primeros meses, Senpai TV también presentó series de anime nunca antes transmitidas en televisión chilena, tales como Fire Force, Fruits Basket, Lupin III: Parte 4 y Highschool of the Dead, además de emitir por primera vez en alta definición la película Akira, trasmitiéndola con y sin doblaje al español, el 27 y 29 de mayo respectivamente.

## Programación original
El canal cuenta con cuatro programas originales:
- Tanuki: Programa de noticias de actualidad y temas relacionados con el mundo geek y otaku.
- Mangaka: Espacio dedicado a enseñar a dibujar con estilo manga.
- Gemupurei: Programa sobre videojuegos relacionados con distintas series de anime.
- Michi Club: Espacio dedicado a la emisión de series de anime clásicas.[4]

## Presentadores
- Daniela Athena (influencer, 2022-presente)
- Don Garage (streamer, 2022-presente)
- Carla Clavel Verde (ilustradora, 2022-presente)
- Carolina Gutiérrez (periodista, 2023-presente)[5]